# Palaja
Palaja  est une commune française, située dans le département de l'Aude en région Occitanie. Elle fait partie de l'aire urbaine de Carcassonne.
Sur le plan historique et culturel, la commune fait partie du Carcassès, un pays centré sur la ville de Carcassonne, entre les prémices du Massif central et les contreforts pyrénéens. Exposée à un climat méditerranéen, elle est drainée par le ruisseau de Bazalac, le ruisseau de Fount Guilhen, le ruisseau des Bouteillères et par divers autres petits cours d'eau. La commune possède un patrimoine naturel remarquable composé d'une zone naturelle d'intérêt écologique, faunistique et floristique.
Palaja est une commune urbaine qui compte 2 692 habitants en 2022, après avoir connu une forte hausse de la population depuis 1975. Elle appartient à l'unité urbaine de Palaja et fait partie de l'aire d'attraction de Carcassonne. Ses habitants sont appelés les Palajanais ou  Palajanaises.
Au dernier recensement de 2015, Palaja comptait 2 277 habitants - appelés les Palajanais. Du fait de sa proximité avec la cité médiévale de Carcassonne et de son environnement privilégié, la commune de Palaja est réputée pour son cadre de vie, ses sentiers de randonnée et les nombreuses activités possibles dans un rayon de cinq kilomètres (golf, sentiers VTT, plage du lac de la Cavayère, parc acrobatique, base de loisirs nautique, parc australien...). Palaja représente la banlieue aisée de Carcassonne avec la plus forte concentration de hauts revenus pour le département de l'Aude,,.
Le patrimoine architectural de la commune comprend trois  immeubles protégés au titre des monuments historiques : l'église Saint-Étienne, inscrite en 1961, la tour de Cazaban, inscrite en 1953, et le Four de potier, classé en 1963.

## Géographie

### Localisation
Palaja est située dans le Sud de la France, à cinq kilomètres au sud-est de Carcassonne et sur les premiers contreforts des Corbières. La Méditerranée se trouve à 74 kilomètres à l'est et Toulouse à 98 kilomètres au nord-ouest. Comme dans tout le Carcassonnais, les vents proviennent principalement du nord-ouest (le Cers) et du sud-est (vent marin). Du fait de sa situation géographique, la commune possède un environnement naturel très riche, fait de pinèdes, de garrigues, ou encore de chênes verts. Le lac de la Cavayère et sa plage sont situés à 3 kilomètres du centre de Palaja. Le Golf Club de Carcassonne (parcours 18 trous) est à 8 min en voiture, en direction de l'ouest.

### Communes limitrophes
Les communes limitrophes sont  Carcassonne, Cavanac, Cazilhac, Leuc, Montirat et Villefloure.
| Cazilhac                  | Carcassonne |          |
| Cavanac                   | Palaja      | Montirat |
| Leuc (par un quadripoint) | Villefloure |          |

### Hydrographie
La commune est dans la région hydrographique « Côtiers méditerranéens », au sein du bassin hydrographique Rhône-Méditerranée-Corse. Elle est drainée par le ruisseau de Carrel, le ruisseau de Fount Guilhen, le ruisseau des Bouteillères, le ruisseau de Montgrand, le ruisseau de Palajanel, le ruisseau de Pech-Anges, le ruisseau de Pé de Baque, le ruisseau de Quarantus, le ruisseau de Roumingade et le ruisseau de Saint-Estève, qui constituent un réseau hydrographique de 23 km de longueur totale,.
Le ruisseau de Carrel, ou ruisseau de Bazalac,, d'une longueur totale de 10,9 km, prend sa source dans la commune de Mas-des-Cours et s'écoule vers le nord. Il traverse la commune et se jette dans l'Aude à Trèbes, après avoir traversé 6 communes.

### Climat
Pour des articles plus généraux, voir Climat de l'Occitanie et Climat de l'Aude.
En 2010, le climat de la commune est de type climat du Bassin du Sud-Ouest, selon une étude s'appuyant sur une série de données couvrant la période 1971-2000. En 2020, Météo-France publie une typologie des climats de la France métropolitaine dans laquelle la commune est exposée à un climat océanique altéré et est dans la région climatique Aquitaine, Gascogne, caractérisée par une pluviométrie abondante au printemps, modérée en automne, un faible ensoleillement au printemps, un été chaud (19,5 °C), des vents faibles, des brouillards fréquents en automne et en hiver et des orages fréquents en été (15 à 20 jours).
Pour la période 1971-2000, la température annuelle moyenne est de 13,6 °C, avec une amplitude thermique annuelle de 15,7 °C. Le cumul annuel moyen de précipitations est de 757 mm, avec 9,4 jours de précipitations en janvier et 4,3 jours en juillet. Pour la période 1991-2020, la température moyenne annuelle observée sur la station météorologique la plus proche, située sur la commune de Carcassonne à 5 km à vol d'oiseau, est de 14,4 °C et le cumul annuel moyen de précipitations est de 665,0 mm,. Pour l'avenir, les paramètres climatiques de la commune estimés pour 2050 selon différents scénarios d’émission de gaz à effet de serre sont consultables sur un site dédié publié par Météo-France en novembre 2022.

### Milieux naturels et biodiversité

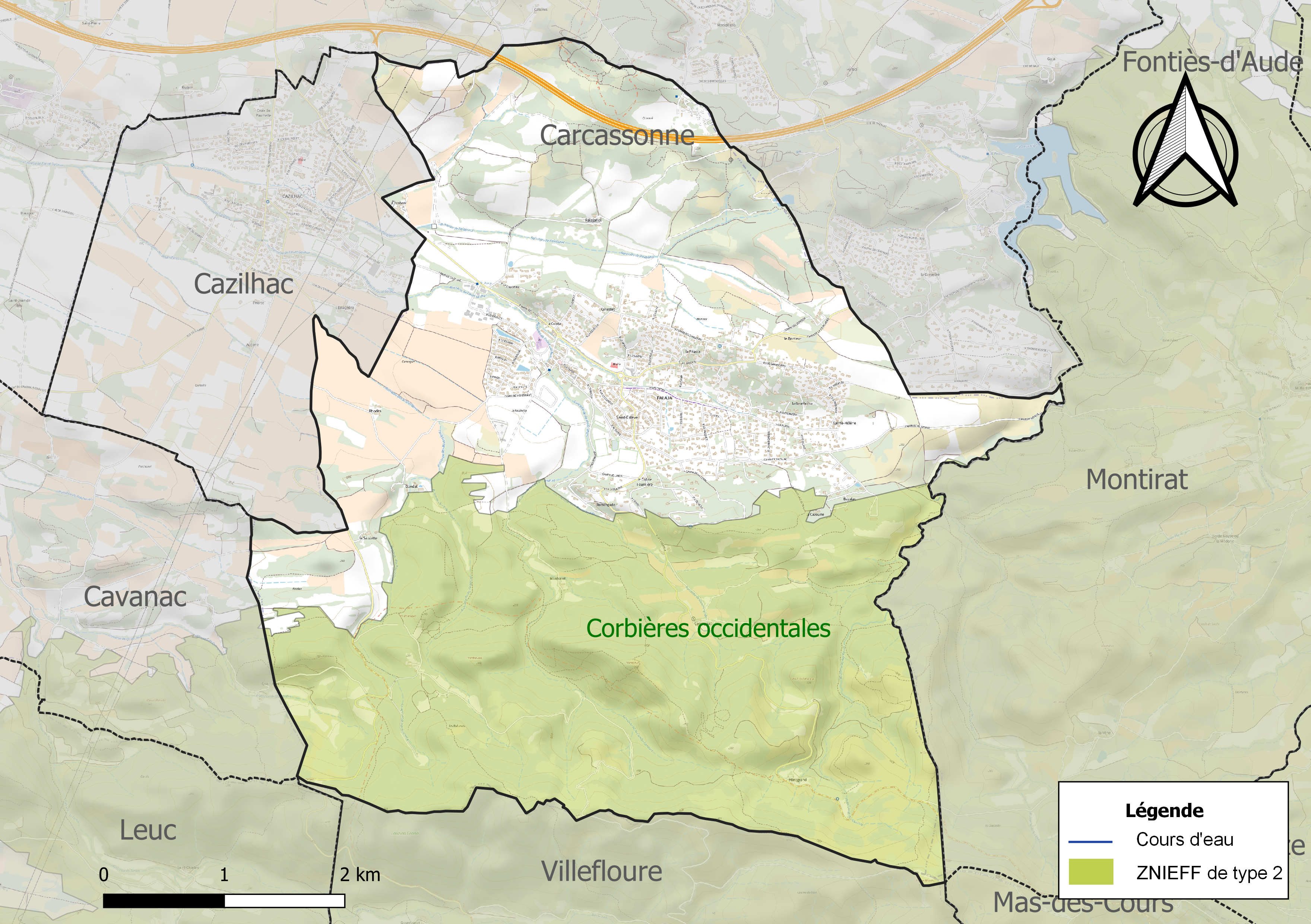
Carte de la ZNIEFF de type 2 localisée sur la commune.

L’inventaire des zones naturelles d'intérêt écologique, faunistique et floristique (ZNIEFF) a pour objectif de réaliser une couverture des zones les plus intéressantes sur le plan écologique, essentiellement dans la perspective d’améliorer la connaissance du patrimoine naturel national et de fournir aux différents décideurs un outil d’aide à la prise en compte de l’environnement dans l’aménagement du territoire.
Une ZNIEFF de type 2 est recensée sur la commune :
les « Corbières occidentales » (59 005 ha), couvrant 66 communes du département.

## Urbanisme

### Typologie
Au 1er janvier 2024, Palaja est catégorisée ceinture urbaine, selon la nouvelle grille communale de densité à 7 niveaux définie par l'Insee en 2022.
Elle appartient à l'unité urbaine de Palaja, une unité urbaine monocommunale constituant une ville isolée,. Par ailleurs la commune fait partie de l'aire d'attraction de Carcassonne, dont elle est une commune de la couronne,. Cette aire, qui regroupe 115 communes, est catégorisée dans les aires de 50 000 à moins de 200 000 habitants,.

### Occupation des sols
L'occupation des sols de la commune, telle qu'elle ressort de la base de données européenne d’occupation biophysique des sols Corine Land Cover (CLC), est marquée par l'importance des forêts et milieux semi-naturels (60,6 % en 2018), en augmentation par rapport à 1990 (50,4 %). La répartition détaillée en 2018 est la suivante : 
milieux à végétation arbustive et/ou herbacée (39,3 %), forêts (21,3 %), cultures permanentes (15 %), zones urbanisées (12,3 %), zones agricoles hétérogènes (7,6 %), terres arables (4,5 %). L'évolution de l’occupation des sols de la commune et de ses infrastructures peut être observée sur les différentes représentations cartographiques du territoire : la carte de Cassini (XVIIIe siècle), la carte d'état-major (1820-1866) et les cartes ou photos aériennes de l'IGN pour la période actuelle (1950 à aujourd'hui).

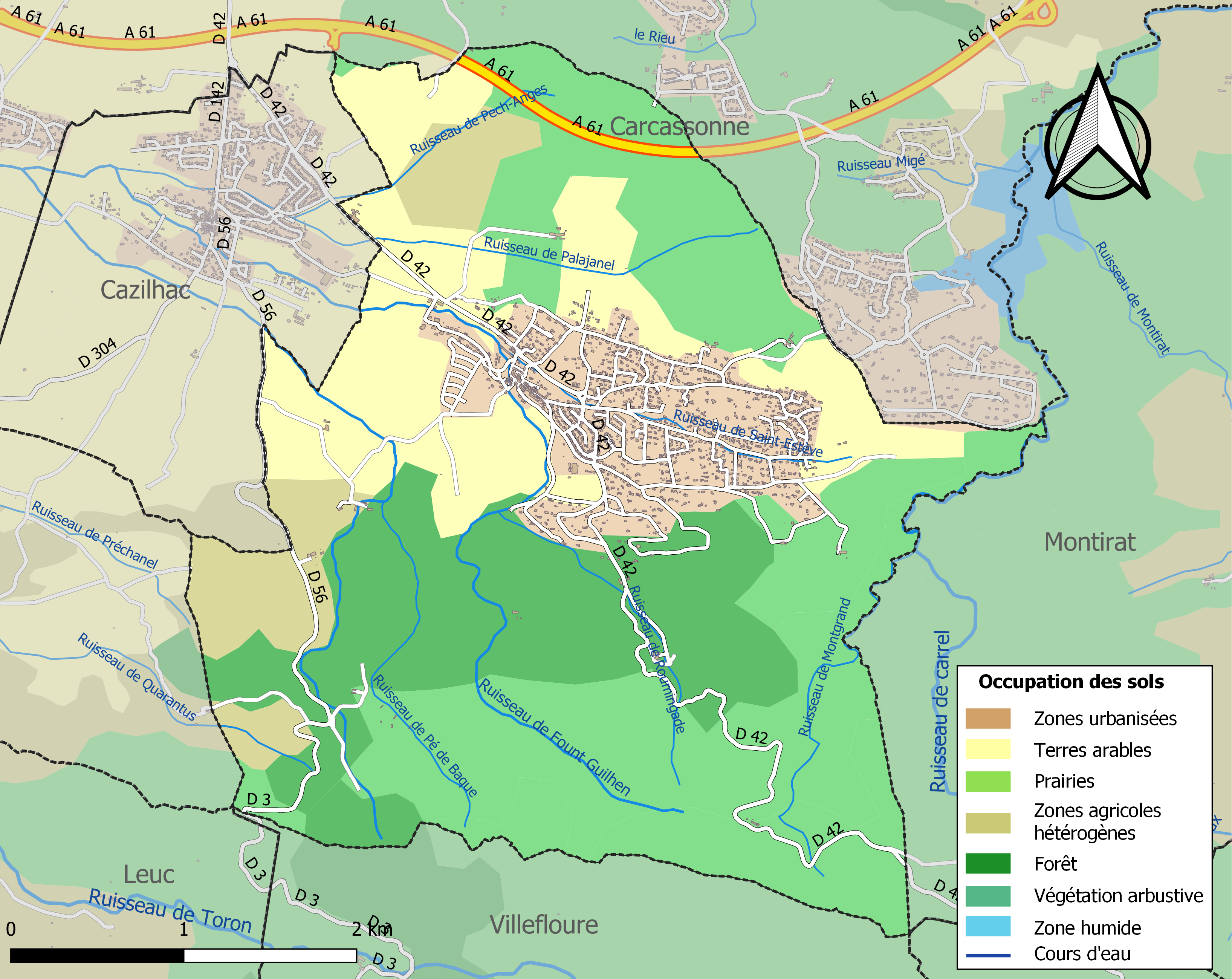
Carte des infrastructures et de l'occupation des sols de la commune en 2018 (CLC).

### Risques majeurs
Le territoire de la commune de Palaja est vulnérable à différents aléas naturels : météorologiques (tempête, orage, neige, grand froid, canicule ou sécheresse), inondations, feux de forêts et séisme (sismicité faible). Il est également exposé à un risque technologique,  le transport de matières dangereuses. Un site publié par le BRGM permet d'évaluer simplement et rapidement les risques d'un bien localisé soit par son adresse soit par le numéro de sa parcelle.

#### Risques naturels
Certaines parties du territoire communal sont susceptibles d’être affectées par le risque d’inondation par débordement de cours d'eau, notamment le ruisseau de Carrel. La commune a été reconnue en état de catastrophe naturelle au titre des dommages causés par les inondations et coulées de boue survenues en 1982, 1990, 1992, 1996, 1999, 2009 et 2018,.

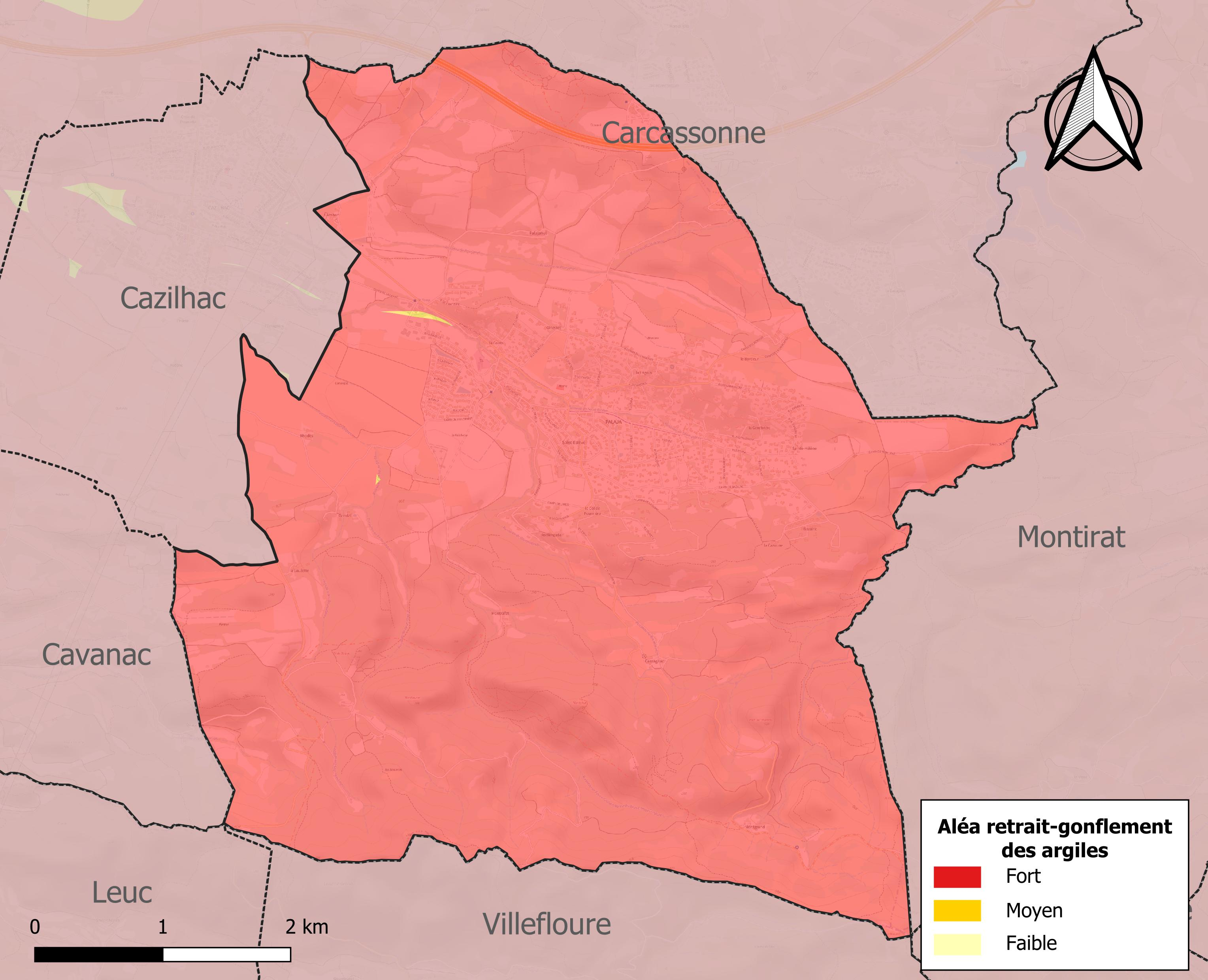
Carte des zones d'aléa retrait-gonflement des sols argileux de Palaja.

Le retrait-gonflement des sols argileux est susceptible d'engendrer des dommages importants aux bâtiments en cas d’alternance de périodes de sécheresse et de pluie. La totalité de la commune est en aléa moyen ou fort (75,2 % au niveau départemental et 48,5 % au niveau national). Sur les 1 034 bâtiments dénombrés sur la commune en 2019, 1034 sont en aléa moyen ou fort, soit 100 %, à comparer aux 94 % au niveau départemental et 54 % au niveau national. Une cartographie de l'exposition du territoire national au retrait gonflement des sols argileux est disponible sur le site du BRGM,.

#### Risques technologiques
Le risque de transport de matières dangereuses sur la commune est lié à sa traversée par une route à fort trafic. Un accident se produisant sur une telle infrastructure est en effet susceptible d’avoir des effets graves au bâti ou aux personnes jusqu’à 350 m, selon la nature du matériau transporté. Des dispositions d’urbanisme peuvent être préconisées en conséquence.

## Histoire
L'origine de Palaja remonte à l'époque romaine et la première mention de la commune date de 882.
Palaja est citée plusieurs fois dans les récits sur la croisade des albigeois, notamment en raison des seigneurs et habitants qui s'opposèrent aux troupes de Simon de Montfort et à l'inquisition. Ce n'est qu'à partir des années 1970 que la commune passera de moins de 300 habitants à plus de deux mille aujourd'hui.

## Politique et administration

### Liste des maires
| Période                                  | Période   | Identité             | Étiquette | Qualité                                                                            |
| ---------------------------------------- | --------- | -------------------- | --------- | ---------------------------------------------------------------------------------- |
| juin 2020                                | En cours  | Thierry Lécina       | PS        | Directeur d'école, conseiller départemental du canton de Carcassonne-2 depuis 2021 |
| mars 2014                                | 2020      | Paul Ramoneda        | DVG       | Retraité de l'enseignement                                                         |
| mars 1995                                | mars 2014 | Alain Casellas       | PS        |                                                                                    |
| 1964                                     | 1995      | Clément Millagou     | SFIO-PS   |                                                                                    |
| 1944                                     | 1964      | Adrien Besse         |           |                                                                                    |
| 1937                                     | 1944      | Jean d'Esperonnat    |           |                                                                                    |
| 1919                                     | 1937      | Achille Julien       |           |                                                                                    |
| 1904                                     | 1919      | Jules Sentenac       |           |                                                                                    |
| 1892                                     | 1904      | Adrien Besse         |           |                                                                                    |
| 1886                                     | 1892      | Jean Baptiste Estieu |           |                                                                                    |
| 1879                                     | 1886      | Claude d'Esperonnat  |           |                                                                                    |
| 1848                                     | 1879      | Pierre Rodière       |           |                                                                                    |
| 1841                                     | 1848      | Jean Cantier         |           |                                                                                    |
| 1809                                     | 1841      | Pierre d'Esperonnat  |           |                                                                                    |
| 1800                                     | 1809      | Bernard Bernard      |           |                                                                                    |
| Les données manquantes sont à compléter. |           |                      |           |                                                                                    |

## Démographie
L'évolution du nombre d'habitants est connue à travers les recensements de la population effectués dans la commune depuis 1793. Pour les communes de moins de 10 000 habitants, une enquête de recensement portant sur toute la population est réalisée tous les cinq ans, les populations de référence des années intermédiaires étant quant à elles estimées par interpolation ou extrapolation. Pour la commune, le premier recensement exhaustif entrant dans le cadre du nouveau dispositif a été réalisé en 2006.

En 2022, la commune comptait 2 692 habitants, en évolution de +16,03 % par rapport à 2016 (Aude : +2,65 %, France hors Mayotte : +2,11 %).
| 1793 | 1800 | 1806 | 1821 | 1831 | 1836 | 1841 | 1846 | 1851 |
| ---- | ---- | ---- | ---- | ---- | ---- | ---- | ---- | ---- |
| 250  | 228  | 217  | 247  | 272  | 295  | 188  | 193  | 277  |

| 1856 | 1861 | 1866 | 1872 | 1876 | 1881 | 1886 | 1891 | 1896 |
| ---- | ---- | ---- | ---- | ---- | ---- | ---- | ---- | ---- |
| 270  | 258  | 268  | 283  | 310  | 301  | 276  | 250  | 261  |

| 1901 | 1906 | 1911 | 1921 | 1926 | 1931 | 1936 | 1946 | 1954 |
| ---- | ---- | ---- | ---- | ---- | ---- | ---- | ---- | ---- |
| 262  | 287  | 284  | 259  | 276  | 248  | 251  | 250  | 281  |

| 1962 | 1968 | 1975 | 1982  | 1990  | 1999  | 2006  | 2011  | 2016  |
| ---- | ---- | ---- | ----- | ----- | ----- | ----- | ----- | ----- |
| 288  | 269  | 585  | 1 017 | 1 503 | 1 851 | 2 128 | 2 127 | 2 320 |

| 2021  | 2022  | - | - | - | - | - | - | - |
| ----- | ----- | - | - | - | - | - | - | - |
| 2 594 | 2 692 | - | - | - | - | - | - | - |

## Économie

### Revenus
En 2018  (données Insee publiées en septembre 2021), la commune compte 1 004 ménages fiscaux, regroupant 2 560 personnes. La médiane du revenu disponible par unité de consommation est de 23 870 € (19 240 € dans le département). 58 % des ménages fiscaux sont imposés (39,9 % dans le département).

### Emploi
| Division       | 2008   | 2013   | 2018   |
| -------------- | ------ | ------ | ------ |
| Commune        | 5,6 %  | 7,1 %  | 9,3 %  |
| Département    | 10,2 % | 12,8 % | 12,6 % |
| France entière | 8,3 %  | 10 %   | 10 %   |

En 2018, la population âgée de 15 à 64 ans s'élève à 1 514 personnes, parmi lesquelles on compte 75,1 % d'actifs (65,9 % ayant un emploi et 9,3 % de chômeurs) et 24,9 % d'inactifs,. Depuis 2008, le taux de chômage communal (au sens du recensement) des 15-64 ans est inférieur à celui de la France et du département.
La commune fait partie de la couronne de l'aire d'attraction de Carcassonne, du fait qu'au moins 15 % des actifs travaillent dans le pôle,. Elle compte 236 emplois en 2018, contre 210 en 2013 et 222 en 2008. Le nombre d'actifs ayant un emploi résidant dans la commune est de 1 009, soit un indicateur de concentration d'emploi de 23,4 % et un taux d'activité parmi les 15 ans ou plus de 58,9 %.
Sur ces 1 009 actifs de 15 ans ou plus ayant un emploi, 160 travaillent dans la commune, soit 16 % des habitants. Pour se rendre au travail, 93,3 % des habitants utilisent un véhicule personnel ou de fonction à quatre roues, 1,6 % les transports en commun, 3,6 % s'y rendent en deux-roues, à vélo ou à pied et 1,5 % n'ont pas besoin de transport (travail au domicile).

### Activités hors agriculture

#### Secteurs d'activités
128 établissements sont implantés  à Palaja au 31 décembre 2019. Le tableau ci-dessous en détaille le nombre par secteur d'activité et compare les ratios avec ceux du département,.
| Secteur d'activité                                                                                        | Commune | Commune | Département |
| Secteur d'activité                                                                                        | Nombre  | %       | %           |
| --- | ------- | ------- | ----------- |
| Ensemble                                                                                                  | 128     | 100 %   | (100 %)     |
| Industrie manufacturière, industries extractives et autres                                                | 10      | 7,8 %   | (8,8 %)     |
| Construction                                                                                              | 31      | 24,2 %  | (14 %)      |
| Commerce de gros et de détail, transports, hébergement et restauration                                    | 27      | 21,1 %  | (32,3 %)    |
| Information et communication                                                                              | 6       | 4,7 %   | (1,6 %)     |
| Activités financières et d'assurance                                                                      | 5       | 3,9 %   | (2,7 %)     |
| Activités immobilières                                                                                    | 7       | 5,5 %   | (5,2 %)     |
| Activités spécialisées, scientifiques et techniques et activités de services administratifs et de soutien | 12      | 9,4 %   | (13,3 %)    |
| Administration publique, enseignement, santé humaine et action sociale                                    | 18      | 14,1 %  | (13,2 %)    |
| Autres activités de services                                                                              | 12      | 9,4 %   | (8,8 %)     |

Le secteur de la construction est prépondérant sur la commune puisqu'il représente 24,2 % du nombre total d'établissements de la commune (31 sur les 128 entreprises implantées  à Palaja), contre 14 % au niveau départemental.

#### Entreprises
L' entreprise ayant son siège social sur le territoire communal qui génère le plus de chiffre d'affaires en 2020 est : 
- Home, activités des sièges sociaux (59 k€).

### Agriculture
|               | 1988 | 2000 | 2010 | 2020 |
| ------------- | ---- | ---- | ---- | ---- |
| Exploitations | 20   | 7    | 5    | 5    |
| SAU (ha)      | 426  | 217  | 198  | 189  |

La commune est dans la « Région viticole » de l'Aude, une petite région agricole occupant une grande partie centrale du département, également dénommée localement « Corbeilles Minervois et Carcasses-Limouxin ». En 2020, l'orientation technico-économique de l'agriculture  sur la commune est la viticulture. Cinq exploitations agricoles ayant leur siège dans la commune sont dénombrées lors du recensement agricole de 2020 (20 en 1988). La superficie agricole utilisée est de 189 ha,,.

## Culture locale et patrimoine

### Lieux et monuments
- Église Saint-Étienne de Palaja. L'édifice a été inscrit au titre des monuments historiques en 1961[37].
- Four de potier de Palaja.
- Tour de Cazaban.
- Cyprès et puits de la Métairie de Gondal, sont inscrits au titre des sites naturels depuis 1945[38].

### Héraldique
| Blason de Palaja | Blason  | Parti émanché d’argent et de gueules de huit pièces d’un flanc à l’autre. |
| Blason de Palaja | Détails | Le statut officiel du blason reste à déterminer.                          |

## Vie pratique

### Enseignement et culture
Palaja possède une école maternelle ainsi qu'une école primaire. Une médiathèque est également présente sur la commune.

### Commerces
La commune accueille trois lieux de restauration, un bar et un hôtel avec piscine et sauna. Les Palajanais disposent également d'un petit centre commercial -Lo Moral- où se concentrent supérette, boucherie, bureau de tabac, boulangerie...

### Santé
- Cabinet médical
- Pharmacie

### Associations
Une trentaine d'associations proposent des activités sportives, artistiques, culturelles ou de loisirs : badminton, tennis, football, handball, gymnastique, judo, krav-maga, pétanque, rugby, taekwondo, VTT, course à pied, yoga, danse (jazz, hip-hop, classique).. Mais aussi chorale, jeux de cartes, moto club, généalogie...

### Transports en commun
La Régie des Transports Carcassonne Agglo (RTCA) assure la liaison quotidienne entre Palaja et Carcassonne avec la ligne 3.